# يوسيميتي سام
يوسيميتي سام (بالإنجليزية: Yosemite Sam)‏ هو شخصية رسوم متحركة في لووني تونز وميري ميلوديز من إنتاج وارنر براذرز. تصور الشخصية رجلا قصير القامة خارج عن القانون ذو أصول غربية (وسترن) له طبيعة متذمرة وكارهة للأرانب، وخصوصا باغز باني. في الكارتون الخالي من عروض الوسترن يستخدم سام أسماء مستعارة مثل «تشيلكوت سام» (على غرار «تشيلكوت ترايل»، حيث ينطقها سام «تشيلي-كوت») في فيلم 14 كاروت رابيت (في نفس الفيلم دعى نفسه اسما آخر هو «سكوير-ديل سام»). استخدم سام أيضا اسم «ريف راف سام» في ساهارا هاير. اسم «سام شولز» في بيغ هاوس باني. اسم «سيغوين سام» في باكانير باني. اسم «شانغهاي سام» في ميوتني أون ذا باني. واسم «سام فون سكام ذا هيسيان» في بانكر هيل باني، إلى جانب أسماء أخرى.

## الظهور
الرسام فريز فريلينغ قدم الشخصية في هاير تريغر (1945)، بطبعه الهائج العصبي، قامته القصيرة (اضطر لامتطاء الحصان بتسلق سلم في هاير تريغر)، وشعره الأحمر الناري الشكل. هذا الشكل استوحاه فريلينغ بنفسه، كما أن تشاك جونز في كتابه تشاك أماك قال أن أحد أعمام فريلينغ من تكساس زار المخرج وكان حارس تجوال متقاعد قصير القامة وشعره أحمر اللون وله شوارب كبيرة.
ظهرت عدة شخصيات مشابهة لسام في سوبر-رابيت (1943)، ستيج دور كارتون (1944)، ألونغ كيم دافي (1947)، بانشوس هايدأواي (1964)، وميسسبي هاير (1949).
ابتكر فريلينغ شخصية سام لتكون أكثر عدائية لباغز باني، فبينما كان إلمر فاد العدو الرئيس لباغز والذي يتصف بقلة التفكير واللطف المصطنع ما جعل فريلينغ يعتقد أن باغز كان مستأسدا عليه بحيله، لهذا جعل سام على النقيض شديد العنف والعداء ليس خصما ضعيفا مثل فاد.
على مدى 19 سنة (باستثناء كارتون هاير-أيبيان نايت في 1959) كانت وحدة فريلينغ لها حق الاستخدام الحصري لشخصية سام في استوديو وارنر، ورغم كونه في الأصل كاوبوي، ألبس فريلينغ الشخصية ألبسة مختلفة في كل فيلم: فارس، جندي فيلق روماني، قرصان، طباخ ملك، حارس سجن، دوق، جندي متحالف، متسلق جبال، وحتى كائن فضاء. الدعابة الأساسية كانت في إسناد تلك الأدوار بشكل خاطئ إلى كاوبوي هائج.
رغم نوايا فريلينغ لا يبدو سام أذكى من إلمر في مجابهته باغز باني، فرغم التهديد والحيل التي يقوم بها يقف سام مواجها للأرنب المغتر هادئ الطباع. يبقى سام أقوى وأكثر شراسة من إلمر عند تحدي باغز، كما يبقى أسرع في التعلم من أخطائه ولا يقع في الفخ مرتين، إلا أن إصراره على التحدي وعدم رفضه له هو ما قد يؤذيه، كما حدث عندما تحدى باغز أن يتخطى سام الخط المرسوم على الأرض، فيتخطاه ويعيد باغز الحيلة حتى يتخطى سام الخط ويقع من الجرف.

## الظهور في أماكن أخرى
ظهر سام في العديد من عروض التلفزيون الخاصة في السبعينات والثمانينات وفي ثلاثة أفلام لووني تونز التجميعية.
ظهر سام كأحد أعضاء منشأة أكمي لوونيفرستي في برنامج التسعينات الكارتوني تايني توون أدفنشر. حيث قدم حصصا تعليمية في استخدام الأسلحة وعلم السقوط من السنادين (دعابة متكررة في سلسلة لووني تونز)، كما ظهر بدور المدير (رغم ظهور باغز في نفس الدور في حلقة واحدة على الأقل، في حين كان وايل إي. كايوتي عميد المنشأة). وكبقية شخصيات لووني تونز، كان لسام تلميذه مونتانا ماكس.
ظهر سام مع باغز باني في إعلانات ترويج مشروب ميرندا في التسعينات، في تنافس مباشر لمشروب فانتا الذي استخدم شخصيات ديزني في إعلاناته.
في فيلم لووني تونز: باك إن أكشن (2003) أدى سام دور الصياد مقابل المكافآت لمصلحة أكمي كوربوريشن، وذلك للتخلص من أبطال الفيلم.
ظهر سام في دور بسيط في فيلم هو فريمد روجر رابيت، كما ظهر في فيلم سبيس جام كعضو في فريق كرة السلة، أحد المشاهد البارزة عندما أطلق النار هو وإلمر فاد على أسنان أحد الوحوش من الفريق المقابل. كما ظهر أيضا في أفلام وألعاب كمبيوتر أخرى.

### الصوت
أدى صوت يوسيميتي سام ممثل الأصوات الأول لدى وارنر براذرز ميل بلانك، في كتاب سيرته الذاتية، ذكر بلانك أنه عانى وقتا لابتكار صوت سام، فجرب إعطاؤه صوتا صغيرا لكن لم ير ذلك مناسبا له، في يوم ما قرر أن يصيح بأعلى ما في رئتيه فرآه مناسبا للشخصية الهائجة. كان دائما ما يختتم جلسة التسجيل بسطور أدوار سام حتى لا يضطر لتمثيل أصوات شخصيات أخرى حادة. في سنواته الأخيرة لم يستطع أداء الدور لصعوبته فوافق على أن يقوم به غيره (جو ألاسكي في هو فريمد روجر رابيت مثلا بينما أدى بلانك شخصيات لووني تونز الأخرى)، هذا الأمر جعل من سام أحد الشخصيات القليلة التي قام بأداء أصواتها أشخاص آخرون فترة وجود بلانك.
استخدم بلانك صوتا مشابها لصوت سام في تمثيل مستر سبيسلي في ذا جتسونز.

## الظهور في فنون شعبية

### في التلفزيون
- ظهر في حلقة من برنامج دراون توغيذر مع هالك، مارفن ذا مارشن، وسكيليتور.
- في حلقة من هاو آي ميت يور ماذر، تيد ومارشال ألبسا ساندي مقدم الأخبار قبعة وشوارب عند تقديمه الأخبار ليصبح «يوسيميتي ساندي».
- في حلقة من نايت كورت، اضطر دان لانتحال شخصية يوسيميتي سام بسبب مواعدة امرأة مضطربة التفكير.
- في حلقة من تو آند أ هاف من، تشارلي يتذكر رجلا كانت له علاقة مع أمه يشبه يوسيميتي سام، ومنذ ذلك أصبح يشعر بالانزعاج كلما شاهد يوسيميتي سام على التلفزيون، في نهاية الحلقة كان جايك يتابع يوسيميتي سام على التلفزيون.
- يوسيميتي سام أحد شخصيات جوي المفضلة في فل هاوس.
- في حلقة من هاوس، كان هاوس يصف امرأة تعاني من خلل هرموني يجعل شعر وجهها ينمو سريعا قائلا «... مالم تستيقظي وأنت تشبهين يوسيميتي سام».
- في حلقة من ذا سمبسونز، مارج يطلب من اخته باتي أن تزيل بالشمع الشعر الذي ينمو فوق شفتها بسبب «أنك لن تريدي للذهاب في أول موعد لك وأنت تبدين مثل يوسيميتي سام».
- في حلقة من فريجر، عندما يصبح رجل من تكساس مديرا جديدا للمحطة، يقول فريجر «إني أتملق إلى يوسيميتي سام!».

### في الأفلام
- في ترمنايتور سالفايشن، سام يظهر على شاحنة في مشهد مطاردة.

### في الموسيقى
ذكرت سيرة يوسيميتي سام بالاسم في عدة أغان منها:
- «ليدي كاب درايفر». أداء برنس في ألبوم 1999 (1982).
- «ذا كوليشن تو بان كوليشنس» من هانك ويليامز جونيور.
- «إيغ مان» من ذا بيستي بويز في ألبوم بولز بوتيك.
- «رووتينغ فور ذا باد غاي» من ذا وايلدهارتس (2007).

## روابط خارجية
- يوسيميتي سام على موقع ميوزك برينز (الإنجليزية)
- يوسيميتي سام على موقع ديسكوغز (الإنجليزية)